# Mihajlo Krešimir II av Kroatien
Mihajlo Krešimir II av Kroatien, död 969, var en kroatisk monark. Han var kung av Kroatien från 949 till 969.